# Aleksandr Smirnow (1878–1938)

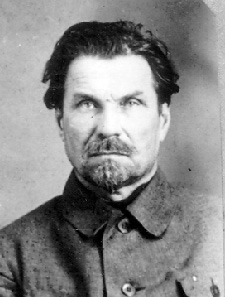
Aleksandr Smirnow po aresztowaniu przez NKWD w 1937

Aleksandr Pietrowicz Smirnow (ros. Александр Петрович Смирнов, ur. 28 sierpnia?/9 września 1878 we wsi Nikoła w guberni twerskiej, zm. 10 lutego 1938 w miejscu egzekucji Kommunarka) – radziecki polityk, działacz partyjny, członek KC RKP(b)/WKP(b) (1922-1933), sekretarz KC WKP(b) (1928–1930).

## Życiorys
Był samoukiem, pracował jako pastuch i robotnik w fabryce tkackiej, 1896 wstąpił do Związku Walki o Wyzwolenie Klasy Robotniczej, a 1898 do SDPRR. Kilkakrotnie aresztowany i zsyłany, uciekał z zesłania, 1 czerwca 1907 wybrany zastępcą członka KC SDPRR, a od 30 stycznia 1912 do 7 maja 1917 był zastępcą członka KC SDPRR(b), 1914–1917 służył w armii rosyjskiej. W 1917 był przewodniczącym Rady Bogorodskiej (gubernia moskiewska) i członkiem Prezydium Moskiewskiej Rady Gubernialnej, od 1917 do listopada 1918 członek Kolegium NKWD RFSRR, 1917-1919 towarzysz/zastępca komisarza ludowego  spraw wewnętrznych RFSRR, 1919-1923 zastępca komisarza ludowego  ds. aprowizacji RFSRR. Od 7 lipca 1923 do 16 lutego 1928 komisarz ludowy rolnictwa RFSRR, 1923-1928 sekretarz generalny Międzynarodówki Chłopskiej.
Od 2 kwietnia 1922 do 12 stycznia 1933 członek KC RKP(b)/WKP(b), od 2 czerwca 1924 do 26 czerwca 1930 członek Biura Organizacyjnego KC RKP(b)/WKP(b). Od 20 lutego 1928 do 3 listopada 1929 I zastępca przewodniczącego Rady Komisarzy Ludowych RFSRR, od 11 kwietnia 1928 do 26 czerwca 1930 sekretarz KC WKP(b), 1930-1931 członek Prezydium Najwyższej Rady Gospodarki Narodowej ZSRR, od 13 lipca 1930 do 12 stycznia 1933 zastępca członka Biura Organizacyjnego KC WKP(b), 1931-1933 przewodniczący Wszechzwiązkowej Rady ds. Gospodarki Komunistycznej przy Centralnym Komitecie Wykonawczym (CIK) ZSRR. Od 1933 do marca 1937 szef wydziału Ludowego Komisariatu Przemysłu Lekkiego ZSRR, w grudniu 1934 wykluczony z WKP(b).
W okresie wielkiej czystki 10 marca 1937 aresztowany przez NKWD pod zarzutem założenia kontrrewolucyjnej organizacji terrorystycznej, 8 lutego 1938 skazany na śmierć przez Kolegium Wojskowe Sądu Najwyższego ZSRR. 10 lutego 1938 rozstrzelany w miejscu egzekucji Kommunarka pod Moskwą, pochowany anonimowo.
10 lipca 1958 pośmiertnie zrehabilitowany.